# المتون (الجوف)

تعديل مصدري - تعديل

المتون هي مدينة ومركز مديرية المتون بمحافظة الجوف اليمنية، بلغ تعداد سكانها 10688 نسمة حسب الإحصاء الذي أجري عام 2004.